# Antratsyt (huyện)
Huyện Antratsyt (tiếng Ukraina: Антрацитівський район, chuyển tự: Antratsyts’kyi raion) là một huyện của tỉnh Luhansk thuộc Ukraina. Huyện Antratsyt có diện tích 1662 km², dân số theo điều tra dân số ngày 5 tháng 12 năm 2001 là 36971 người với mật độ 22 người/km2. Trung tâm huyện nằm ở Antratsyt.